# Домбровский, Михаил Владимирович
Михаил Владимирович Домбровский (1884 — 7 марта 1958, Ганьи) - русский морской офицер, капитан 2-го ранга. Участник Первой мировой войны. Участник Гражданской войны в России. Командир линейного корабля «Ростислав». В Русской эскадре в Бизерте. В эмиграции во Франции.

## Биография
Родился в 1884 году в семье преподавателя и инспектора Рыльской прогимназии Владимира Родионовича Домбровского и его супруги учительницы Александры Афанасьевны. Братья - Александр (1881) подполковник корпуса инженеров, Алексей (1882) капитан 1-го ранга, начальник Морских сил Чёрного и Азовского морей (1920—1921) репрессирован, Владимир (1887), Сергей, сестры София, Евгения, Надежда, Наталья.  
Закончил Морской кадетский корпус в 1905 году, мичман.  В 1909 году штурманский офицер 2 разряда, в 1915 году старший лейтенант, за отличия 1 июня 1915 года награжден орденом Св. Анны 3-й степени. Служил в 1-м Балтийском флотском экипаже. С 1915 года старший офицер эскадренного миноносца «Гайдамак». Капитан 2-го ранга (28.07.1917). С роспуском старого флота был уволен.  
Во ВСЮР. С января и до весны 1920 года командир вспомогательного крейсера «Цесаревич Георгий». Летом 1920 года командир 2-го Днепровского речного отряда. В ноябре 1920 года командир линейного корабля «Ростислав», используемого как плавучая батарея, до его затопления в ноябре 1920 года в Керченском проливе. В Русской армии Врангеля в Черноморском флоте до эвакуации из Крыма на канонерской лодке «Страж». 
На 25 марта 1921 в составе Русской эскадры в Бизерте. С ноября 1920 по январь 1921 года комендант парохода «Великий князь Константин III».  В лагере Надор с июня 1921 года. В эмиграции во Франции. Умер 7 марта 1958 года в Париже (коммуна Ганьи, Gagny).